# Hilara gamma
Hilara gamma är en tvåvingeart som beskrevs av Smith 1969. Hilara gamma ingår i släktet Hilara och familjen dansflugor. Inga underarter finns listade i Catalogue of Life.